# 솔 음악
솔 음악(soul music)은 1950년대 후반과 1960년대 초반에 아프리카계 미국인 커뮤니티에서 시작된 대중음악 장르이다. 손뼉 치기나 즉흥적인 몸동작으로 강조되는 중독성 있는 리듬은 솔 음악의 중요한 특징이다. 다른 특징으로는 리드 보컬과 코러스 간의 콜 앤 리스폰스, 특히 긴장감 있는 보컬 사운드, 그리고 간헐적인 즉흥적 추가, 트월, 보조 사운드 등이 있다. 솔 음악은 아프리카계 미국인의 정체성을 반영하고 아프리카계 미국인 문화의 중요성을 강조하는 것으로 알려져 있다.
솔은 아프리카계 미국인 복음성가와 리듬 앤 블루스에 뿌리를 두고 있으며, 주로 가스펠, R&B, 재즈 요소를 결합한다. 이 장르는 흑인 미국인들이 그들의 아프리카 조상에 대한 인식을 높이려는 권력 투쟁에서 나타났는데, 이는 새로운 의식이 흑인이라는 자부심을 자랑하는 음악의 창조로 이어졌기 때문이다. 솔 음악은 춤과 감상용으로 인기를 얻었으며, 모타운, 애틀랜틱, 스택스와 같은 미국 음반사들은 시민권 운동 기간 동안 그 확산에 영향을 미쳤다. 솔은 또한 전 세계적으로 인기를 얻었으며, 록 음악과 아프리카의 음악에 직접적으로 영향을 미쳤다. 1990년대 중후반에는 현대적인 프로덕션 요소와 힙합 영향을 통합한 하위 장르인 네오 소울로 다시 부상했다.
솔 음악은 1960년대 미국 R&B 차트를 지배했으며, 많은 음반들이 미국, 영국 등지의 팝 차트에 진입했다. 레이 찰스, 샘 쿡, 오티스 레딩, 제임스 브라운, 아레사 프랭클린 등 많은 저명한 솔 아티스트와 슈프림스 및 템테이션스와 같은 모타운 레이블 소속의 다양한 그룹들은 장르 발전에 큰 영향을 미쳤으며 이 시기에 모두 폭넓은 인기를 얻었다. 1968년경 솔 음악 장르는 분화되기 시작했다. 일부 솔 아티스트는 펑크 음악으로 이동했고, 다른 가수와 그룹들은 더 세련되고 정교하며, 어떤 경우에는 더 사회 의식적인 변종을 개발했다. 1970년대 초, 솔 음악은 사이키델릭 록 및 프로그레시브 록을 비롯한 다른 장르의 영향을 흡수하기 시작하여 사이키델릭 소울과 프로그레시브 솔의 탄생으로 이어졌다. 이 시대의 저명한 솔 아티스트로는 마빈 게이, 잭슨 5, 스티비 원더, 커티스 메이필드, 아이작 헤이스, 알 그린, 빌 위더스가 있다. 힙합 영향을 받은 네오 소울은 1994년경 등장했다.
솔의 다른 하위 장르로는 동명의 레이블에서 유래한 리듬감 있고 팝 지향적인 스타일인 "모타운", R&B와 남부 복음성가 영향을 결합한 강력하고 에너지 넘치는 스타일인 서던 솔, 반짝이고 관능적인 스타일인 멤피스 솔, 리듬 앤 블루스 스타일에서 파생된 뉴올리언스 솔, 가스펠 영향을 받은 가벼운 사운드인 시카고 솔, 그리고 화려한 오케스트라 편곡과 두왑에서 영감을 받은 보컬이 특징인 필라델피아 솔이 있다.
솔 음악은 1950년대부터 1970년대까지 미국에서 아프리카계 미국인 대중음악에서 진화한 장르이다. 이 음악은 가스펠과 블루스에 깊이 뿌리내리고 있으며, 강렬한 보컬 전달, 콜 앤 리스폰스 패턴, 멜리스마가 특징이다. 솔 음악은 척 베리와 레이 찰스와 같은 초기 리듬 앤 블루스 선구자들의 사운드를 재해석했으며, 리듬 앤 블루스의 백인 해석으로 여겨지는 로큰롤의 등장 이후 아프리카계 미국인 음악적 뿌리로의 회귀였다.
솔 음악의 스타일은 감정적인 강렬함과 개인적인 표현으로 특징지어진다. 교회에 뿌리를 둔 콜 앤 리스폰스 사용 및 보컬 기술과 같은 가스펠 음악 요소를 통합한다. 솔 음악은 또한 블루스에서 영향을 받았으며, 이는 표현적이고 종종 즉흥적인 보컬 스타일에서 분명히 드러난다. 이 장르는 아레사 프랭클린, 제임스 브라운, 오티스 레딩과 같은 아티스트들에 의해 대중화되었으며, 이들은 개인적, 사회적 중요성을 담은 주제를 음악에 불어넣었다.
솔 음악은 다른 음악 스타일에도 영향을 미쳤고 영향을 받았다. 솔 음악의 한 형태로 간주되는 모타운 사운드는 더 가볍고 팝 지향적인 스타일을 가졌으며, 서던 솔은 더 거칠고 감성적이었다. 장르가 진화하면서 리듬과 그루브에 대한 강조가 이 후기 스타일의 기초가 되면서 펑크, 디스코, 힙합의 발전에 기여했다.

## 역사

### 기원

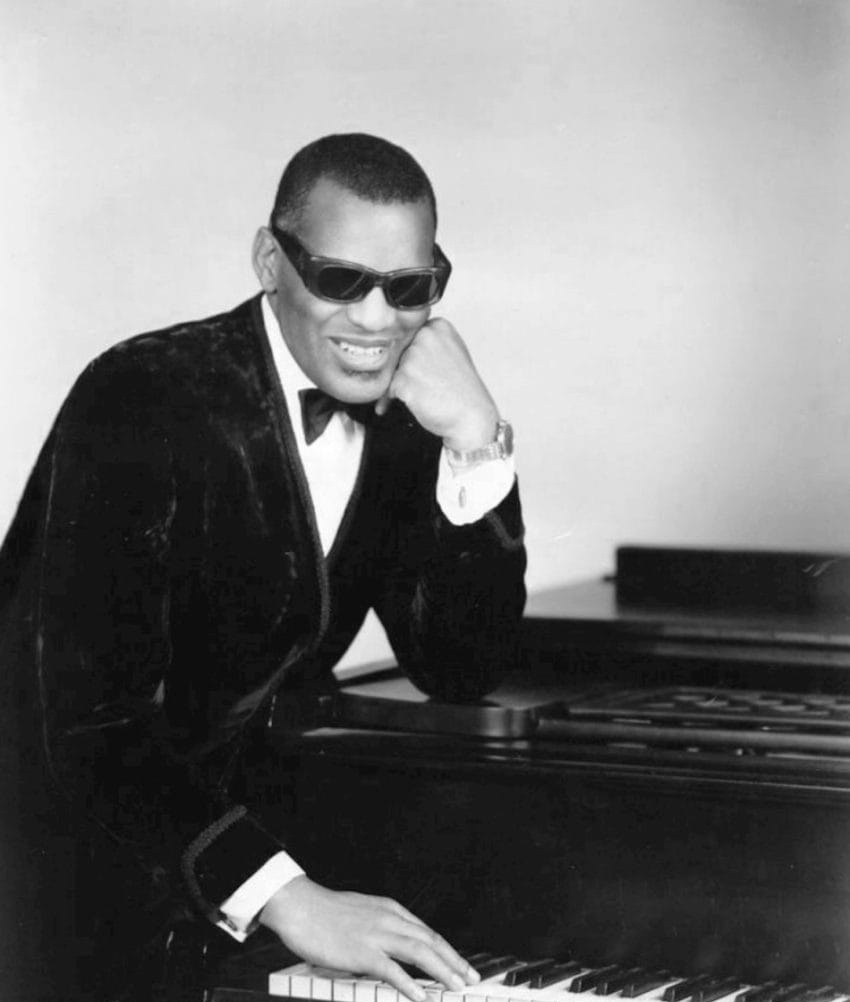
레이 찰스는 1950년대에 블루스, 리듬 앤 블루스, 가스펠 스타일을 결합하여 솔 음악 장르를 개척했다.

솔 음악은 전통 흑인 가스펠 음악과 리듬 앤 블루스에 뿌리를 두고 있으며, 1950년대에 시작된 가사 내용과 악기 구성 모두에서 각각의 종교적 및 세속적 스타일의 혼성에서 비롯되었다. "솔(soul)"이라는 용어는 미국에서 아프리카계 미국인으로서의 감정을 강조하기 위해 아프리카계 미국인 음악가들 사이에서 사용되었다. 음악학자 배리 한센에 따르면,
이러한 혼성은 1950년대 초 R&B 시장에서 여러 히트곡을 만들어냈지만, 당시에는 가장 모험적인 백인 팬들만이 그 영향을 느꼈다. 나머지 사람들은 1960년대 솔 음악의 도래를 기다려야 로큰롤이 가스펠 스타일로 불리는 것을 느낄 수 있었다.

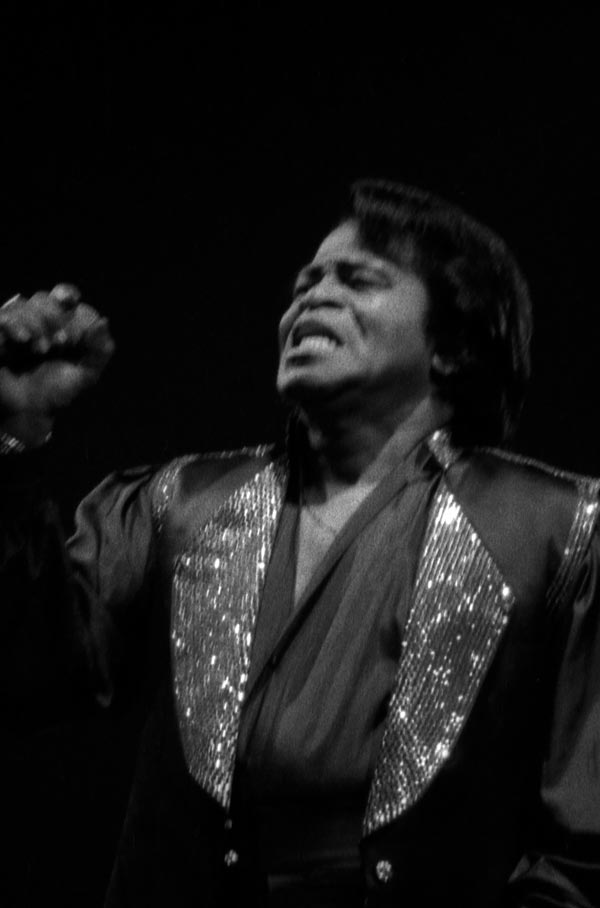
제임스 브라운은 "솔의 대부"로 알려져 있었다.

올뮤직에 따르면, "솔 음악은 60년대 리듬 앤 블루스의 도시화와 상업화의 결과였다." 세속적인 가사를 가진 가스펠 스타일 음악을 지칭하는 "솔 음악"이라는 문구 자체는 1961년에 처음 기록되었다. 아프리카계 미국인 용어에서 "솔"이라는 단어는 아프리카계 미국인의 자부심과 문화의 의미를 내포한다. 1940년대와 50년대의 복음성가 그룹들은 때때로 이 용어를 자신들의 이름의 일부로 사용했다. 가스펠에서 유래한 재즈 스타일은 솔 재즈로 알려지게 되었다. 1960년대에 가수와 편곡가들이 아프리카계 미국인 대중음악에서 가스펠과 솔 재즈의 기술을 모두 사용하기 시작하면서, 솔 음악은 점차 당시 아프리카계 미국인 대중음악을 포괄하는 용어로 기능하게 되었다.

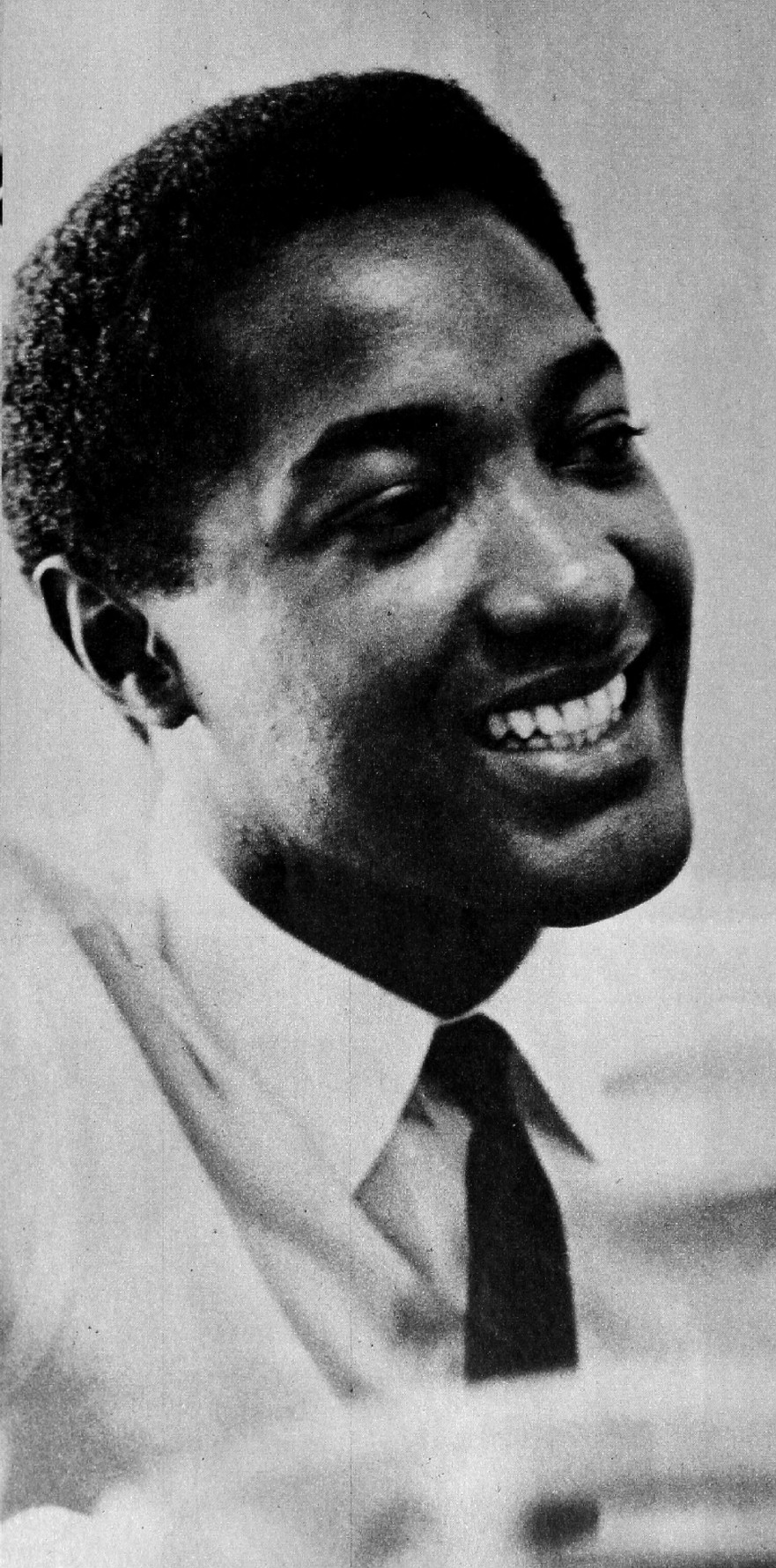
샘 쿡은 솔 음악의 "선구자" 중 한 명으로 여겨진다.

어쿠스틱 뮤직 오가니제이션에 따르면, "솔 음악의 첫 번째 명확한 증거는 R&B로 전향한 전 가스펠 그룹인 The "5" Royales와 노래 'Shake A Hand'가 R&B 표준이 된 페이 애덤스에서 나타난다".
1950년대 솔 음악의 출현에 기여한 중요한 혁신가로는 클라이드 맥패터, 행크 발라드, 에타 제임스가 있다. 레이 찰스는 1954년의 "I Got a Woman"을 시작으로 일련의 히트곡들로 솔 음악 장르를 대중화한 것으로 자주 언급된다. 가수 바비 워맥은 "레이는 천재였다. 그는 솔 음악을 세상에 알렸다"고 말했다. 찰스는 필그림 트래블러스의 보컬리스트 제시 휘태커가 자신의 노래 스타일에 미친 영향을 공개적으로 인정했다.
오티스 레딩에게 영감을 준 리틀 리처드와 제임스 브라운은 모두 동등하게 영향력이 있었다. 브라운은 "솔 음악의 대부"라는 별명을 얻었고, 리처드는 자신을 "로킹 앤 롤링, 리듬 앤 블루스 소울링의 왕"이라고 선언했는데, 이는 그의 음악이 세 장르의 요소를 모두 포함하고 있으며, 그가 세 장르의 아티스트들에게 영감을 주었기 때문이다.
샘 쿡과 재키 윌슨 또한 솔의 선구자로 자주 인정받는다. 쿡은 가스펠 그룹인 솔 스터러스의 리드 보컬로 인기를 얻었으나, 논란의 여지가 있는 세속 음악으로 전환했다. 1957년 그의 "You Send Me" 녹음은 성공적인 팝 음악 경력을 시작시켰다. 더욱이, 1962년 그의 "Bring It On Home To Me" 녹음은 "솔 경험을 정의한 최초의 음반"으로 묘사되었다. 쿡과 제임스 브라운의 동시대 인물인 재키 윌슨 역시 크로스오버 성공을 거두었는데, 특히 1957년 히트곡 "Reet Petite"으로 그러했다. 그는 그의 극적인 전달과 공연으로 특히 영향력이 있었다.

### 1960년대

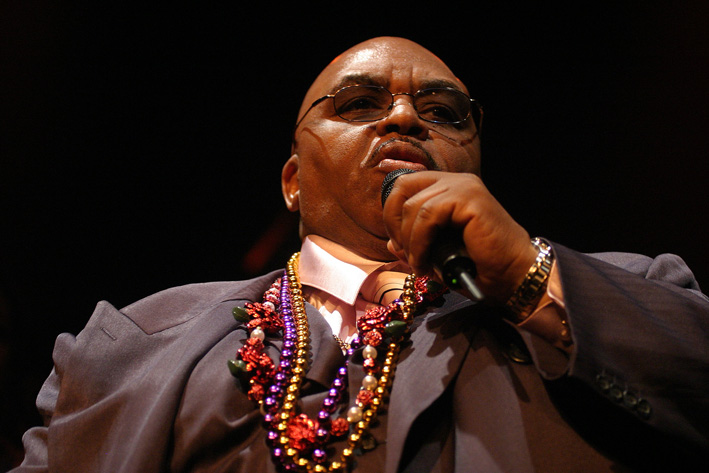
솔로몬 버크는 1960년대 애틀랜틱 레코드에서 녹음했다.

남편-아내 듀오인 아이크 & 티나 터너는 1960년대에 솔 음악의 "주요 대변인"으로 부상했다. 그들의 데뷔 싱글 "A Fool in Love"는 1960년에 팝 차트에 진입했다. 그들은 1962년에 "It's Gonna Work Out Fine"으로 그래미 후보에 올랐다. 킹스 오브 리듬과 디 아이케츠와 함께 그들은 아이크 & 티나 터너 레뷰로서 치틀린 서킷을 순회했다.

작가 피터 구럴닉은 솔로몬 버크를 솔 음악의 출현에 있어 핵심 인물로, 애틀랜틱 레코드를 핵심 레코드 레이블로 지목하는 이들 중 한 명이다. 버크의 1960년대 초 노래들, "Cry to Me", "Just Out of Reach", "Down in the Valley"는 이 장르의 고전으로 여겨진다. 구럴닉은 이렇게 썼다: 
솔은 어떤 의미에서 1961년 솔로몬 버크의 "Just Out of Reach"의 성공으로 시작되었다. 물론 레이 찰스는 (애틀랜틱에서도) 이미 엄청난 성공을 거두었고, 제임스 브라운과 샘 쿡도 주로 팝 분야에서 성공했다. 하지만 이 가수들 각각은 고립된 현상으로 볼 수 있었다. 버크와 애틀랜틱 레코드가 합쳐지면서 비로소 움직임과 비슷한 것을 볼 수 있었다.

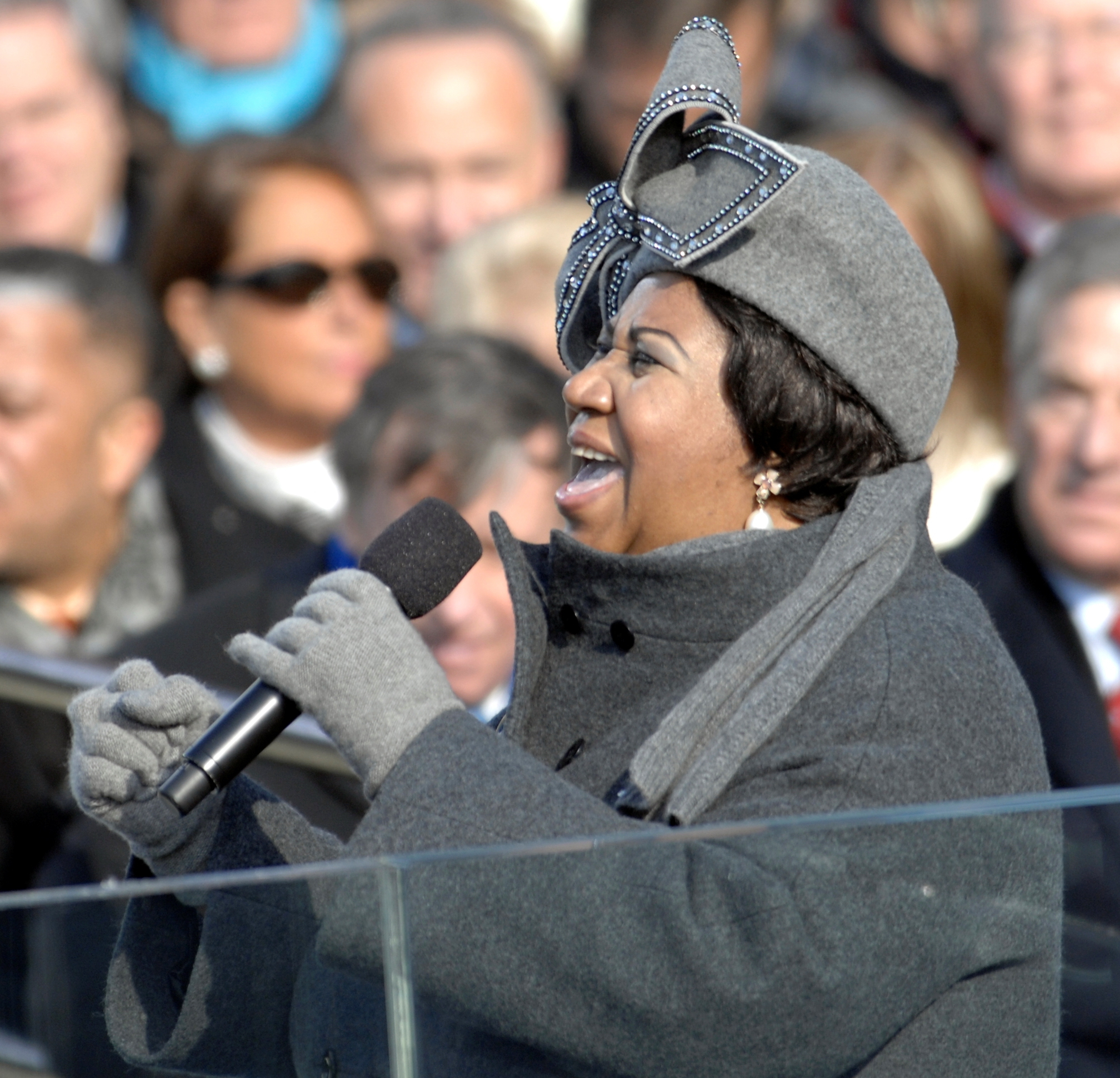
아레사 프랭클린은 "솔의 여왕"으로 널리 알려져 있다.

벤 E. 킹 또한 1961년 가스펠 찬송가에 직접 기반을 둔 노래인 "Stand By Me"로 성공을 거두었다. 1960년대 중반까지 버크, 킹 등의 초기 성공은 주로 멤피스 (테네시주)와 Muscle Shoals, Alabama에서 녹음한 스택스 아티스트인 오티스 레딩과 윌슨 피켓을 포함한 새로운 솔 가수들에 의해 능가되었다. 존 랜다우에 따르면:
1962년에서 1964년 사이에 레딩은 용서 또는 여자친구에게 돌아와달라고 애원하는 노골적으로 감상적인 가사로 특징지어지는 일련의 솔 발라드를 녹음했다... 그는 곧 "미스터 피티풀"로 알려지게 되었고 솔 발라드의 선두 주자로서 명성을 얻었다.
가장 중요한 여성 솔 가수는 원래 가스펠 가수였지만 1960년 세속적인 음반을 만들기 시작했고 나중에 애틀랜틱에서 음반을 녹음하면서 경력이 되살아난 아레사 프랭클린이었다. 1967년 그녀의 음반들, "I Never Loved a Man (The Way I Love You)", "Respect" (오티스 레딩이 작곡하고 원래 녹음한 곡), "Do Right Woman, Do Right Man" (칩스 모먼과 댄 펜이 작곡한 곡)은 중요하고 상업적으로 성공적인 음반들이었다.
솔 음악은 1960년대 미국 아프리카계 미국인 음악 차트를 지배했으며, 많은 음반들이 미국 팝 차트에 진입했다. 오티스 레딩은 1967년 몬터레이 팝 페스티벌에서 큰 성공을 거두었다. 이 장르는 영국에서도 매우 인기를 얻었으며, 1960년대 후반에는 많은 선두적인 공연들이 순회 공연을 펼쳤다. "솔"은 점점 더 다양한 R&B 기반 음악 스타일을 아우르는 용어가 되었다. 디트로이트의 모타운 레코드 소속의 템테이션스, 마빈 게이, 스티비 원더와 같은 댄스 및 팝 지향적인 그룹부터 딥 솔 공연자들인 퍼시 슬레지와 제임스 카에 이르기까지 다양했다. 뉴욕 시, 디트로이트, 시카고, 멤피스, 뉴올리언스, 필라델피아, 앨라배마의 Muscle Shoals (FAME Studios와 Muscle Shoals Sound Studios의 본거지)를 포함한 미국의 다양한 지역과 도시들은 다양한 하위 장르의 음악과 녹음 스타일로 유명해졌다.
1968년, 인기의 정점에 달했을 때, 솔은 여러 하위 장르로 분열되기 시작했다. 제임스 브라운과 슬라이 앤 더 패밀리 스톤과 같은 아티스트들은 펑크 음악으로 발전했고, 마빈 게이, 스티비 원더, 커티스 메이필드, 알 그린과 같은 다른 가수들은 더 세련되고 정교하며 어떤 경우에는 더 정치적으로 의식적인 장르의 변종을 개발했다. 그러나 솔 음악은 계속 진화하여 1970년대 이후의 대부분의 R&B 형태에 영향을 미쳤으며, 일부 음악가들은 전통적인 솔 스타일로 계속 연주했다.

### 1970년대 및 1980년대

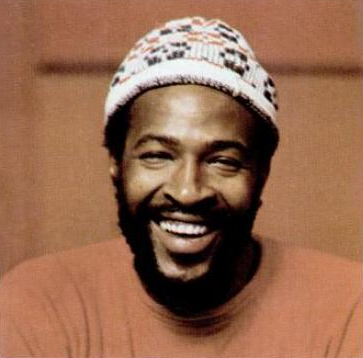
마빈 게이는 1971년 히트곡 "What's Going On"으로 사회 의식적인 사운드로 전환했다.

윌리 미첼의 Hi Records는 이전 10년의 스택스 전통을 이어가며, 알 그린, 앤 피블스, 오티스 클레이, O.V. Wright, 실 존슨의 히트곡들을 연속으로 발표했다. 1960년대 후반 칩스 모먼과 함께 녹음한 바비 워맥은 1970년대와 1980년대에도 솔 음반을 계속 제작했다.
디트로이트에서는 프로듀서 돈 데이비스가 존니 테일러와 더 드라마틱스와 같은 스택스 아티스트들과 작업했다. 1970년대 초 디트로이트 에메랄드의 "Do Me Right"와 같은 녹음은 솔과 후기 디스코 스타일을 연결한다. 모타운 레코드 아티스트인 마빈 게이, 마이클 잭슨, 스티비 원더, 스모키 로빈슨은 솔 음악의 진화에 기여했지만, 그들의 녹음은 레딩, 프랭클린, 카의 녹음보다 더 팝 음악 성향이 강하다고 여겨졌다. 스타일적으로는 고전 솔 음악과 다르지만, 시카고 기반 아티스트들의 녹음은 종종 이 장르의 일부로 간주된다.
1970년대 초까지 솔 음악은 사이키델릭 록 및 다른 장르의 영향을 받았다. 제임스 브라운과 같은 아티스트들은 솔을 펑크 음악으로 이끌었으며, 이는 1970년대 밴드인 팔리아먼트-펑카델릭과 미터스에 의해 전형적으로 나타났다. 워, 코모도스, 어스, 윈드 & 파이어와 같은 더 다재다능한 그룹들이 이 시기에 인기를 얻었다. 1970년대 동안, 필라델피아의 홀 & 오츠와 오클랜드의 타워 오브 파워와 같은 세련되고 상업적인 블루아이드 솔 그룹들이 주류에서 성공을 거두었으며, 델포닉스와 역사적으로 흑인인 하워드 대학교의 Unifics와 같은 새로운 세대의 길거리 하모니 또는 "시티 솔" 그룹들도 그러했다.
시카고 출신 돈 코넬리우스가 진행하는 신디케이트 음악/댄스 버라이어티 텔레비전 시리즈 Soul Train이 1971년 데뷔했다. 이 쇼는 수십 년 동안 솔 음악을 위한 통로를 제공했으며, 또한 위스퍼스, 캐리 루카스, 그리고 떠오르는 그룹인 샬라마르의 음악을 배포하는 소울 트레인 레코드의 창설로 이어진 프랜차이즈를 탄생시켰다. 수많은 분쟁으로 인해 코넬리우스는 음반 레이블을 그의 탤런트 예약자 딕 그리피에게 넘겼고, 그는 이 레이블을 1980년대 내내 저명한 솔 음악 레이블인 솔라 레코드로 변모시켰다. 이 TV 시리즈는 2006년까지 방영되었지만, 1980년대부터 힙합과 같은 다른 주로 아프리카계 미국인 음악 장르가 쇼에서 솔을 가리기 시작했다.

### 그 이후
1970년대 후반과 1980년대 초반에 디스코와 펑크 음악가들이 히트곡을 내면서 솔은 콰이어트 스톰 방향으로 나아갔다. 느긋한 템포와 부드러운 멜로디를 특징으로 하는 콰이어트 스톰 솔은 재즈 퓨전과 어덜트 컨템포러리의 영향을 받았다. EW&F, 코모도스, 컨 펑크 슌과 같은 일부 펑크 밴드들은 그들의 앨범에 몇 곡의 콰이어트 스톰 트랙을 수록하기도 했다. 이 시대의 가장 성공적인 아티스트로는 스모키 로빈슨, 제프리 오스번, 피보 브라이슨, 샤카 칸, 래리 그레이엄 등이 있다.
1980년대 초반 디스코와 펑크가 쇠퇴한 후, 솔 음악은 일렉트로 음악의 영향을 받았다. 솔은 덜 원시적이고 더 세련되게 프로듀스되었으며, 그 결과 원래의 리듬 앤 블루스 스타일과는 매우 다른 컨템퍼러리 알앤비로 알려진 스타일이 탄생했다. 미국에서는 1994년경 네오 소울이 발전했다.

## 저명한 레이블 및 프로듀서

### 모타운 레코드

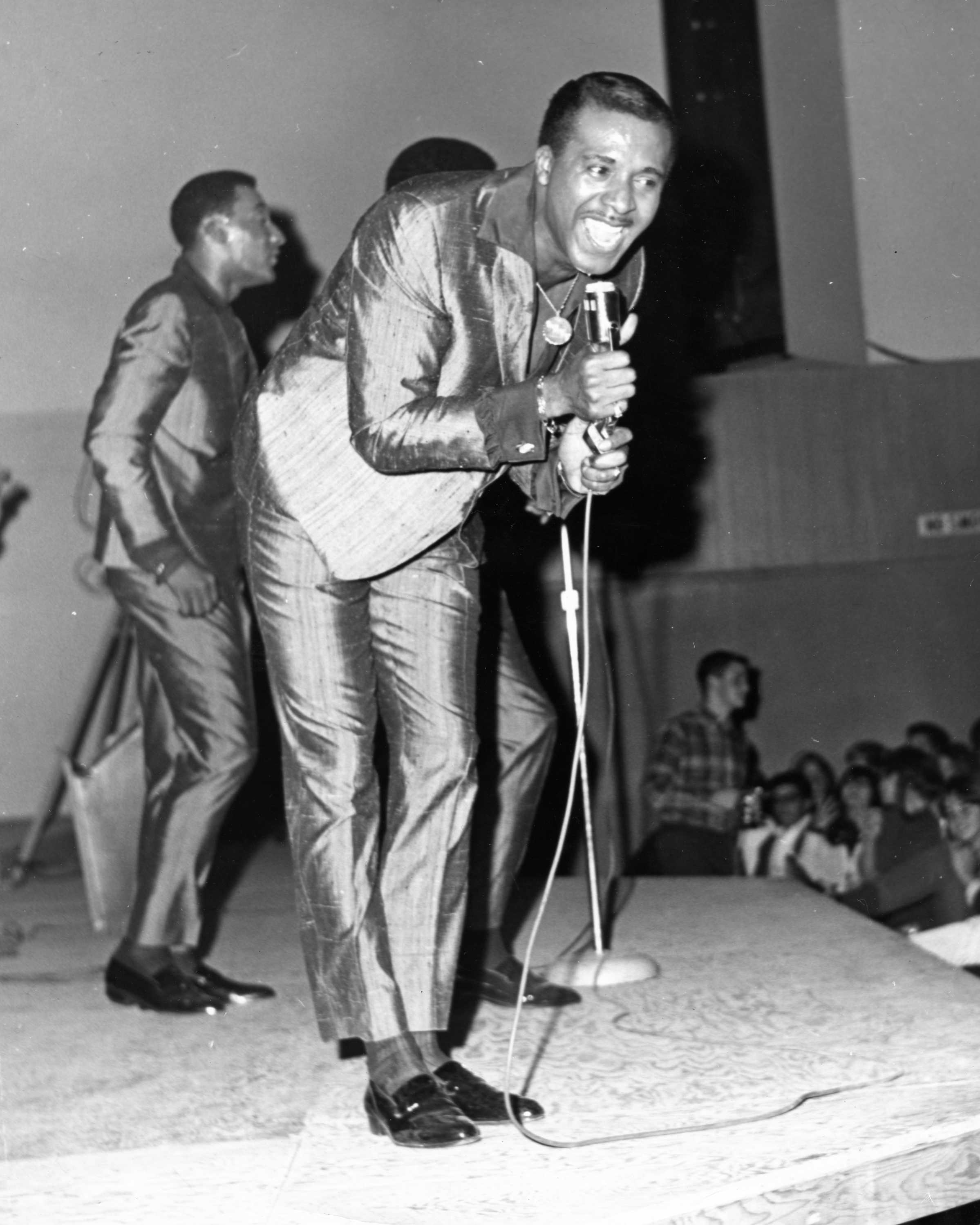
1966년 포 탑스와 함께 리드 보컬을 맡은 리비 스텁스.

베리 고디의 성공적인 탐라/모타운 레이블 그룹은 대부분의 초기 독립 R&B 레이블과 달리 아프리카계 미국인이 소유했다는 점에서 주목할 만했다. 이 레이블의 저명한 아티스트로는 글래디스 나이트 & 더 핍스, 슈프림스, 템테이션스, 미러클스, 포 탑스, 마블레츠, 메리 웰스, 주니어 워커 & 더 올스타즈, 스티비 원더, 마빈 게이, 타미 테렐, 마사 앤 더 밴덜러스, 그리고 잭슨 5 등이 있었다.
히트곡은 거의 산업적인 "조립 라인" 방식으로 만들어졌다. 프로듀서와 송라이터들은 3분짜리 곡에 예술적인 감각을 불어넣었다. 브라이언 홀랜드, 라몬트 도지어, 에디 홀랜드는 슈프림스, 포 탑스, 마사 앤 더 밴덜러스의 작곡가이자 음반 프로듀서로서 차트에서 거의 벗어나지 않았다. 그들은 조밀한 음악적 질감 속에서도 중요한 요소들이 빛나도록 했다. 리듬은 박수나 탬버린으로 강조되었다. 스모키 로빈슨은 그의 그룹 미러클스의 "The Tracks of My Tears"에 가사를 추가한 또 다른 작가이자 음반 프로듀서였는데, 이 곡은 그 10년의 가장 중요한 노래 중 하나였다.

### 스택스 레코드 및 애틀랜틱 레코드
스택스 레코드와 애틀랜틱 레코드는 당대의 많은 유명 가수들이 참여한 고품질 댄스 음반을 제작한 독립 레이블이었다. 이들은 표현력 있는 가스펠풍 보컬을 특징으로 하는 소규모 앙상블을 경향으로 했다. 금관 악기와 색소폰도 광범위하게 사용되었다. Estelle과 James Stewart 형제가 설립한 스택스 레코드는 모타운 레코드 다음으로 성공적인 음반 레이블이었다. 그들은 오티스 레딩, 윌슨 피켓, 스테이플 싱어스 등 많은 아티스트들의 히트곡을 발표했다. 1944년 아버지가 돌아가시기 전까지 외교관이 되기를 기대했던 아흐메트 에르테군(Ahmet Ertegun)은 1947년 친구 허브 애브람슨과 함께 애틀랜틱 레코드를 설립했다. 에르테군은 레이 찰스와 클로버스를 위해 많은 곡을 썼다. 그는 심지어 자신의 아티스트인 빅 조 터너의 노래 "Shake Rattle and Roll"에서 백업 보컬을 맡기도 했다.

## 하위 장르

### 디트로이트 (모타운)
베리 고디의 모타운 제국이 지배하는 디트로이트의 솔은 강력한 리듬과 가스펠 음악의 영향을 받는다. 모타운 사운드는 종종 손뼉치기, 강력한 베이스라인, 현악기, 금관악기, 비브라폰을 포함한다. 모타운 레코드의 하우스 밴드는 펑크 브라더스였다. 올뮤직은 모타운을 팝 솔의 선구적인 레이블로 꼽는데, 이는 원시적인 보컬을 가지고 있지만, 팝 라디오와 크로스오버 성공을 목표로 세련된 프로덕션과 절제된 주제를 가진 솔 음악 스타일이다. 이 스타일의 아티스트로는 다이애나 로스, 잭슨 5, 스티비 원더, 빌리 프레스턴 등이 있었다. 1960년대에 인기를 얻었으며, 1970년대에는 더 화려해져 디스코로 이어졌다. 2000년대 후반에는 에이미 와인하우스, 래피얼 서디크 (특히 2008년 앨범 The Way I See It), 솔란지 놀스 (2008년 앨범 Sol-Angel and the Hadley St. Dreams)와 같은 현대 솔 가수들이 이 스타일을 다시 조명했다.

### 딥 솔 및 서던 솔

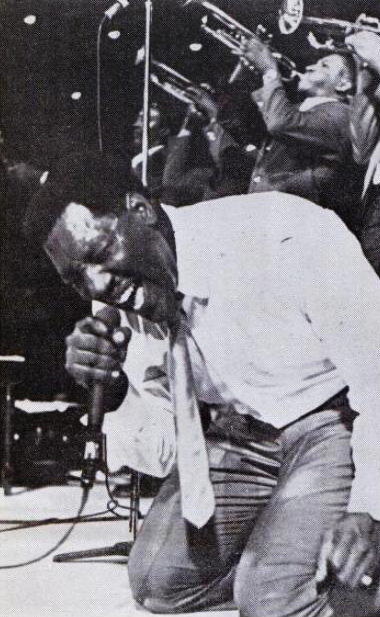
솔 가수 오티스 레딩은 열광적인 무대 장악력으로 유명했다.

"딥 솔"과 "서던 솔"이라는 용어는 일반적으로 R&B의 에너지와 미국 남부 복음성가 사운드를 결합한 강력하고 활기찬 솔 스타일을 의미한다. 멤피스 (테네시주)의 레이블인 스택스 레코드는 독특한 사운드를 육성했는데, 이는 대부분의 현대 R&B 음반보다 보컬을 믹스에서 뒤로 배치하고, 배경 보컬 대신 활기찬 호른 파트를 사용하며, 주파수 스펙트럼의 저음역에 초점을 맞추는 것을 포함했다. 스택스 발매 음반의 대부분은 하우스 밴드인 부커 T. & 더 M.G.'s (부커 T. 존스, 스티브 크로퍼, Duck Dunn, 알 잭슨 포함)와 멤피스 혼스 (더 마-키스의 분리된 호른 섹션, 트럼펫 연주자 웨인 잭슨과 색소폰 연주자 앤드루 러브)가 연주했다.

### 멤피스
"멤피스 솔"은 1960년대와 1970년대 멤피스 (테네시주)의 스택스 레코드와 하이 레코드에서 제작된 반짝이고 관능적인 솔 음악 스타일이다. 하이 레코드의 알 그린과 스택스 레코드의 부커 T. & 더 M.G.'s의 녹음에서 들을 수 있듯이, 멜랑콜리하고 멜로디컬한 호른, 해먼드 오르간, 베이스, 드럼이 특징이다. 후자 그룹은 때때로 더 거친 서던 솔 스타일로 연주하기도 했다. 하이 레코드의 하우스 밴드(하이 리듬 섹션)와 윌리 미첼 프로듀서는 1970년대 이 레이블의 히트 녹음에서 들을 수 있는 강력한 솔 스타일을 개발했다. 일부 스택스 녹음은 이 스타일에 속하지만, 그들만의 독특한 사운드를 가지고 있었다.

### 뉴올리언스
뉴올리언스 솔 장면은 리틀 리처드, 패츠 도미노, 휴이 피아노 스미스와 같은 아티스트들이 팝 및 R&B 차트에 큰 영향을 미치고 펑크 음악 탄생에 직접적인 영향을 주었던 리듬 앤 블루스 시대에서 직접적으로 나왔다. 크레센트 시티 솔의 주요 건축가는 작곡가, 편곡가, 프로듀서인 앨런 투세인트였다. 그는 이르마 토마스 ("뉴올리언스의 솔 퀸"), 제시 힐, 크리스 케너, 베니 스펠먼, 어니 케이-도와 같은 아티스트들과 미닛/인스턴트 레이블 복합체에서 협력하여 수많은 전국적인 히트곡을 만들어낸 독특한 뉴올리언스 솔 사운드를 만들었다. 다른 주목할 만한 뉴올리언스 히트곡은 로버트 파커, 베티 해리스, 에런 네빌에서 나왔다. 1960년대 중반까지 뉴올리언스의 음반 레이블은 대부분 사라졌지만, 도시의 프로듀서들은 다른 주로 뉴욕 시와 로스앤젤레스 기반의 음반 레이블을 위해 뉴올리언스 솔 아티스트들을 계속 녹음했다. 특히 리 도르시는 뉴욕 기반의 에이미 레코드를 위해, 미터스는 뉴욕 기반의 조시를 위해, 그리고 나중에는 LA 기반의 리프라이즈를 위해 녹음했다.

### 시카고
시카고 솔은 일반적으로 가벼운 가스펠 영향을 받은 사운드를 가졌지만, 도시에 기반을 둔 많은 음반 레이블은 다른 도시보다 더 다양한 사운드를 생산하는 경향이 있었다. 1966년까지 지속된 비 제이 레코드는 제리 버틀러, 베티 에버렛, 디 클라크, 진 챈들러의 녹음을 제작했다. 주로 블루스 및 로큰롤 레이블이었던 체스 레코드는 델스와 빌리 스튜어트를 포함한 몇몇 주요 솔 아티스트들을 배출했다. 커티스 메이필드는 그의 그룹 임프레션스와 함께 많은 히트곡을 기록했을 뿐만 아니라, 시카고 아티스트들을 위한 많은 히트곡을 작곡했고, 자신의 레이블에서 패시네이션스, 메이저 랜스, 그리고 파이브 스테어스텝스를 위해 히트곡을 프로듀싱했다.

### 필라델피아
주로 필라델피아 인터내셔널 레코드 레이블에 기반을 둔 필라델피아 솔(또는 필리 솔)은 화려한 현악 및 관악 편곡과 두왑에서 영감을 받은 보컬을 특징으로 했다. 톰 벨, 케네스 갬블, 레온 허프는 필라델피아 솔의 창시자로 여겨지며, 이들은 패티 라벨, 오제이스, 디 인트루더스, 쓰리 디그리스, 델포닉스, 스타일리틱스, 해럴드 멜빈 & 더 블루 노츠, 그리고 스피너스를 위한 히트곡을 제작했다.

### 프로그레시브

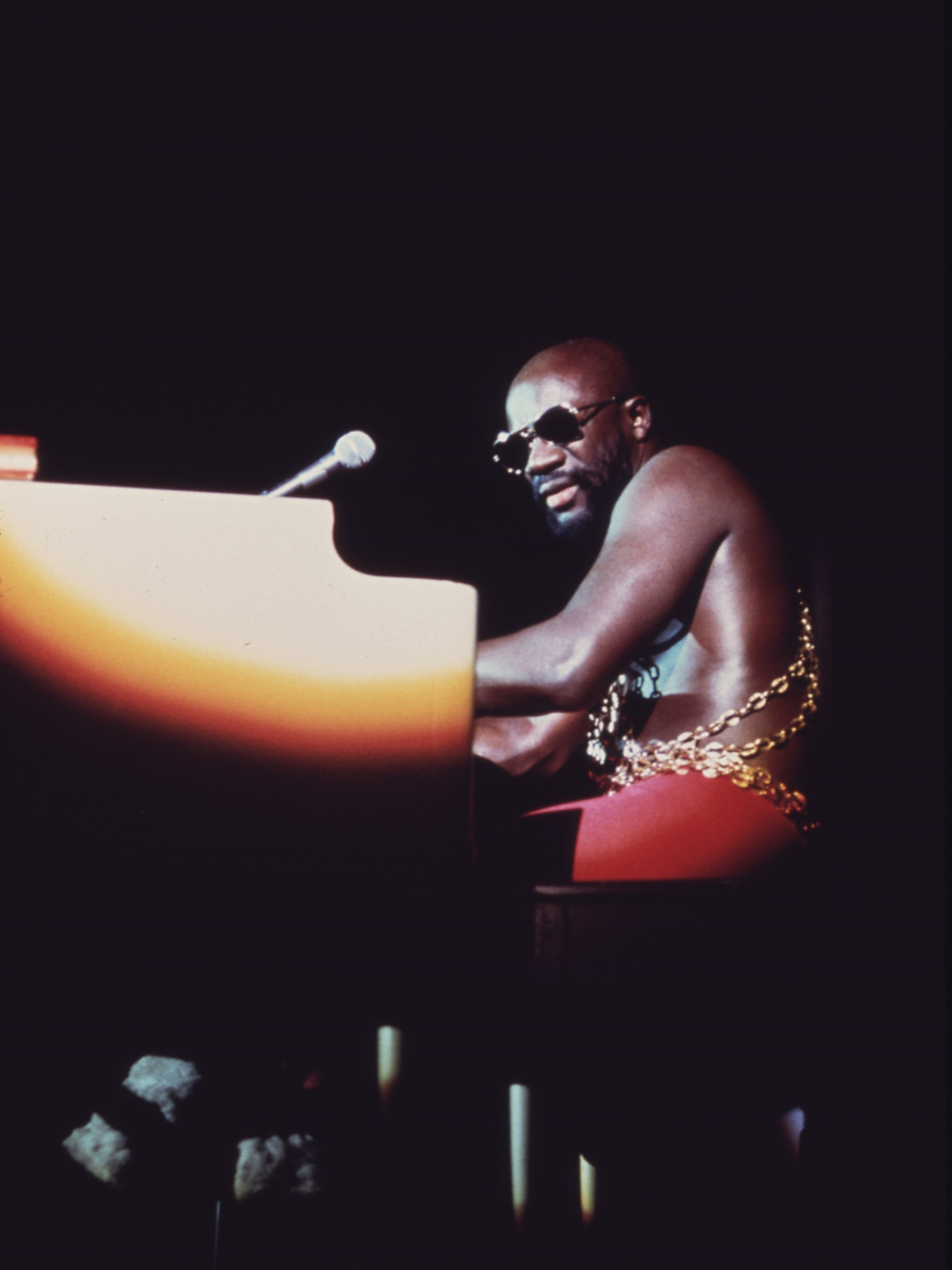
1973년 공연하는 아이작 헤이스

1970년대에 아프리카계 미국인 대중음악가들은 당시 급부상하던 프로그레시브 록 발전의 컨셉 앨범 지향적 접근 방식을 따랐다. 이러한 프로그레시브 솔 발전은 흑인 팝에 새로운 정교한 음악성과 야심찬 서정성을 불어넣었다. 이들 음악가 중에는 슬라이 스톤, 스티비 원더, 마빈 게이, 커티스 메이필드, 조지 클린턴이 있었다. 1970년대의 프로그레시브 솔을 논의하면서 마틴은 원더(Talking Book, Innervisions, Songs in the Key of Life), 워(All Day Music, The World Is a Ghetto, War Live), 그리고 아이즐리 브라더스(3 + 3)의 이 시기 앨범들을 언급한다. 아이작 헤이스의 1969년 녹음 "Walk on By"는 시티 페이지스의 기자 제이 볼러에 따르면 프로그레시브 솔의 "고전"으로 여겨진다. 후기 프로그레시브 솔 음악에는 프린스, 피터 가브리엘, 미셀 엔디지오첼로, 조이, 빌랄, 드웰, 앤서니 데이비드, 저넬 모네이, 그리고 1990년대 후반과 2000년대 초반에 활동한 실험적인 흑인 음악 집단인 솔쿼리언스의 녹음이 포함된다.

### 사이키델릭
사이키델릭 솔은 때때로 "블랙 록"으로 알려져 있으며, 1960년대 후반의 사이키델릭 록과 솔 음악의 혼합으로, 몇 년 후 펑크 음악의 주류 등장을 위한 길을 닦았다. 이 솔 음악 하위 장르의 초기 선구자로는 지미 헨드릭스, 슬라이 앤 더 패밀리 스톤, 노먼 휘트필드, 아이작 헤이스가 있다. 사이키델릭 록이 쇠퇴하기 시작했지만, 사이키델릭 솔의 영향은 계속되었고 1970년대 내내 널리 퍼져 있었다.

### 브리티시

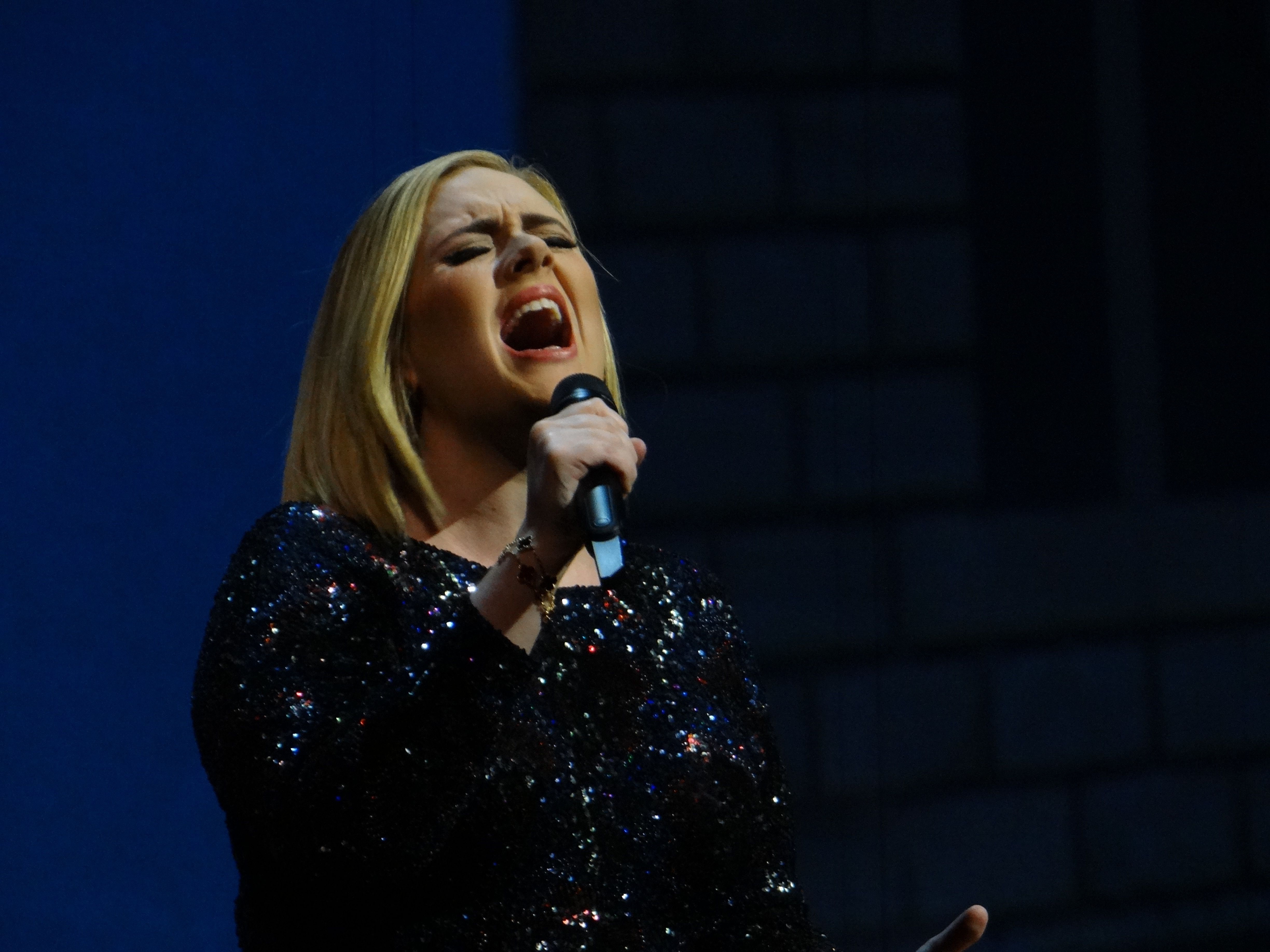
2016년 공연하는 아델

1960년대 초, 영국 전역에서 작은 솔 장면들이 나타나기 시작했다. 특히 리버풀은 흑인 공동체가 잘 정착되어 있었고, 그곳에서 찬츠(Chants)와 스티브 알도(Steve Aldo)와 같은 아티스트들이 등장하여 영국 음악 산업에서 녹음을 시작했다. 그 결과, 1960년대 동안 영국 솔 아티스트들에 의해 많은 음반이 상업적으로 발매되었지만, 주류 시장과 연결되지 못했다. 그럼에도 불구하고 솔은 1960년대부터 브리티시 인베이전 밴드들, 특히 비틀즈를 포함하여 영국 대중음악에 큰 영향을 미쳤다. 더스티 스프링필드와 톰 존스를 포함한 소수의 중요한 영국 블루아이드 솔 아티스트들이 있었다. 1970년대에는 칼 더글러스, 더 리얼 싱, 델리게이션이 영국에서 히트곡을 냈다. 미국 솔은 모드, 노던 솔 및 현대 솔 운동과 같은 일부 젊은 서브컬처에서 매우 인기가 있었지만, 조지 마이클, 샤데이, 심플리 레드, 리사 스탠스필드, 소울 투 소울 등 여러 아티스트들이 상업적 성공을 거둔 1980년대까지는 명확한 영국 솔 장르가 등장하지 않았다. 에이미 와인하우스, 아델, 에스텔, 더피, 조스 스톤, 리오나 루이스와 같은 영국 솔 아티스트들의 미국 내 인기는 2000년대와 2010년대에 "제3차 브리티시 인베이전" 또는 "영국 솔 인베이전"에 대한 논의를 촉발했다.

### 네오
네오 소울은 1970년대 솔 스타일의 보컬과 악기 구성에 컨템퍼러리 알앤비 사운드, 힙합 비트, 시적인 간주를 혼합한 장르이다. 이 스타일은 1990년대 초중반에 발전했으며, 이 용어는 1990년대 초 프로듀서이자 레코드 레이블 임원인 케다르 마센버그에 의해 만들어졌다. 네오 소울의 핵심 요소는 부드러운 그루브를 가진 드럼(보통 림샷 스네어 사운드)과 뮤트되고 깊은 펑키 베이스 사이의 상호 작용 위에 풍부한 펜더 로즈 또는 Wurlitzer electric piano "패드"가 많이 사용된다. 펜더 로즈 피아노 사운드는 음악에 따뜻하고 유기적인 특징을 부여한다.
주목할 만한 아티스트로는 질 스콧, 로린 힐, 앨로 블랙, 에리카 바두 등이 있다. H.E.R.과 SZA와 같은 신예 아티스트들은 네오 소울의 영향을 받았다. 네오 소울은 듣는 이들에게 울림을 주는 깊이 있는 가사와 소울풀한 사운드로 가득 차 있다. 네오 소울은 음악 산업에 지속적인 영향을 미쳤으며, 깊이 있는 소울풀한 사운드와 함께 사랑과 심지어 상실에 대한 주제를 다루는 매우 소울풀한 가사를 포함한다. 이 장르는 아프리카계 미국인 문화에서 유래했으며, 가스펠과 블루스와 같은 장르와 연결되어 있다. 패션 또한 이 장르에 매우 중요하다. 단순히 사운드뿐만 아니라 룩(외모)도 포함한다. 전체적인 미학은 사운드부터 룩까지 예술이다. 네오 소울은 음악과 문화의 혼합이며, 음악 산업에 미치는 영향은 영원하다. 그 영향은 여전히 많은 장르와 아티스트들에서 볼 수 있고 느낄 수 있다.

### 노던
노던 솔은 1960년대 후반 영국 모드 서브컬처와 잉글랜드 미들랜즈에서 시작된 음악 및 댄스 운동으로, 강한 비트와 빠른 템포를 가진 특정 스타일의 솔 음악에 기반을 둔다. 노던 솔이라는 용어는 기자 데이브 고딘이 만들었고 그의 Blues and Soul 잡지 칼럼을 통해 대중화되었다. 희귀한 솔 음반은 나이트클럽의 DJ들이 재생했으며, 모타운 및 소규모 레이블의 음반과 같이 빠른 템포를 가진 1960년대 및 1970년대 초반의 잘 알려지지 않은 미국 음반을 포함했는데, 반드시 미국 북부 출신은 아니었다.

### 뉴재즈 및 기타 전자 음악
전자 음악의 다양한 장르(예: 하우스, 드럼 앤 베이스, UK 개러지, 다운템포)의 많은 아티스트들은 솔의 영향을 크게 받아 솔에서 영감을 받은 많은 곡들을 제작했다.

## 같이 보기
- 현대 기독교 음악
- 복음성가